# Malmöer Pfandvertrag von 1803
Der Malmöer Pfandvertrag von 1803 regelte die Rückgabe der Hansestadt Wismar durch das Königreich Schweden an das Herzogtum Mecklenburg.
Im Dreißigjährigen Krieg wurde die Hansestadt Wismar 1632 von Schweden besetzt und fiel im Westfälischen Frieden 1648 zusammen mit der Insel Poel und dem Amt Neukloster als kaiserliches Lehen an die schwedische Krone.
Der Malmöer Pfandvertrag vom 26. Juni 1803 regelte die Rückgabe dieser drei Gebiete durch Schweden an Mecklenburg. Die Verhandlungen wurden für Schweden wesentlich durch Johan Christopher Toll geführt und beeinflusst. König Gustav IV. Adolf von Schweden ließ sich die Abstandnahme von diesem Vorposten auf dem Kontinent von Herzog Friedrich Franz I. zu Mecklenburg mit 1.250.000 Talern Hamburg Banco vergüten. Dem Kaufpreis standen nach der Angabe bei Friedrich Schlie im Jahr 1799 für Schweden fiskalische Einnahmen von rund 46.000 Talern gegenüber. Der König von Schweden ratifizierte den Vertrag von Malmö am 19. Juli, der Herzog zu Mecklenburg am 26. Juli. Ein Exemplar befindet sich heute im Landeshauptarchiv Schwerin.
Mecklenburg nahm die Gebiete zunächst auf 99 Jahre als Pfand und erst hundert Jahre später am 20. Juni 1903 wurde die Angelegenheit durch einen weiteren Vertrag zwischen Mecklenburg und Schweden endgültig abgewickelt, so dass Wismar mit der Insel Poel und dem Amt Neukloster nach einer entsprechenden Verzichtserklärung Schwedens auf bestehende weitergehende vertragliche Rechte wieder mecklenburgisch wurde. Im September 1903 nahm Großherzog Friedrich Franz IV. zu Mecklenburg mit großen Feierlichkeiten in Wismar die Stadt wieder für Mecklenburg ein.

## Einzelbelege
1. ↑  Friedrich Schlie (1898), S. 24, Fußnote 1.
2. ↑  Stefan Gammelien: Wilhelm II. und Schweden-Norwegen 1888–1905. Spielräume und Grenzen eines persönlichen Regiments. Berliner Wissenschaftsverlag, Berlin 2012, ISBN 978-3-8305-3122-7, S. 401–403.